# FC 잉골슈타트 04 II
FC 잉골슈타트 04 II는 바이에른 주 잉골슈타트를 연고로 하는 독일의 축구 클럽이다. 또한 FC 잉골슈타트의 러저브팀으로 활동 중이다.